# Andrzej Marusarz

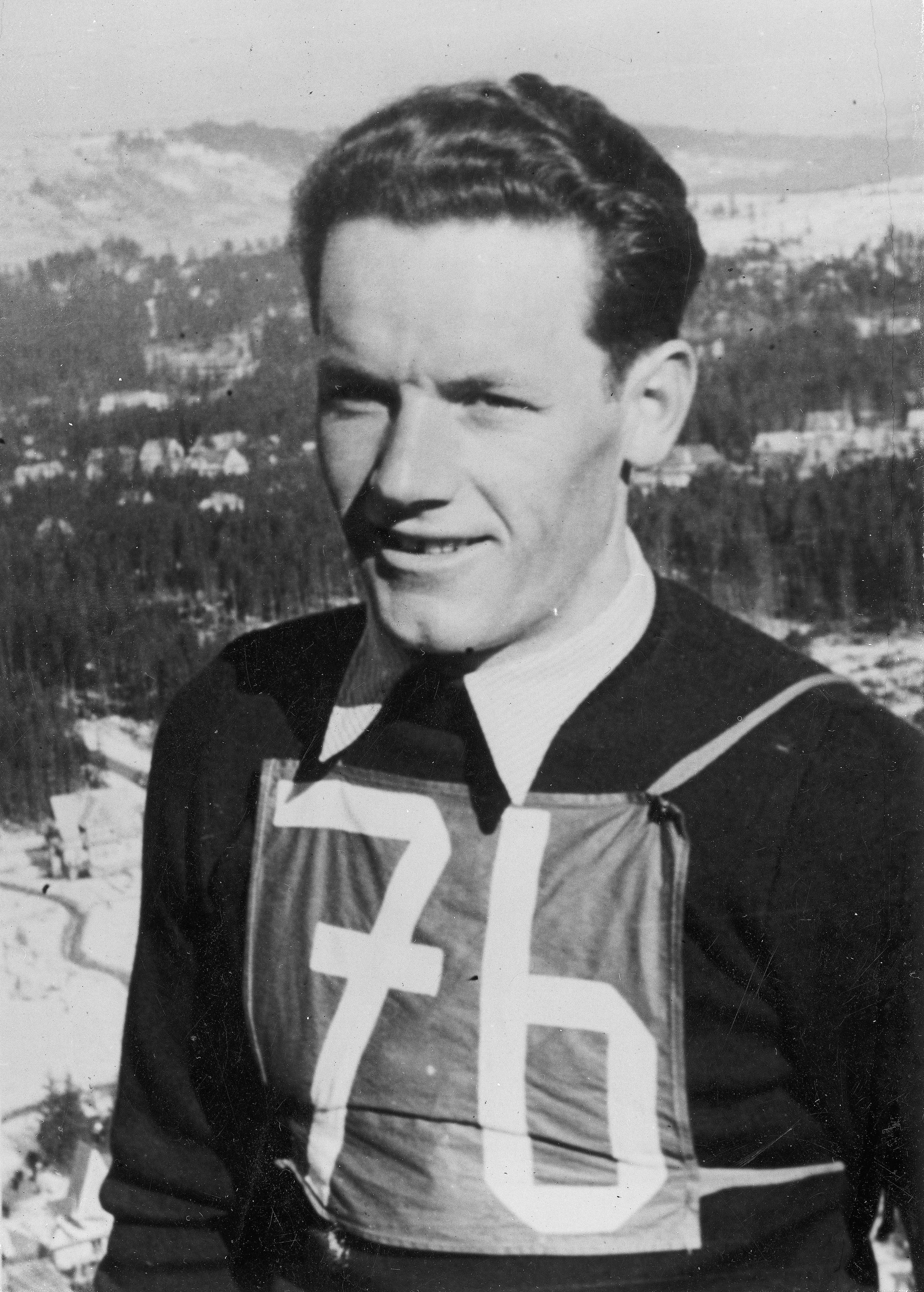
Andrzej Marusarz i Zakopane 1939.

Andrzej Marusarz född 3 augusti 1913 i Zakopane, död 5 oktober 1968 i Zakopane var en polsk vinteridrottare. Han deltog i två olympiska spel, 1932 i Lake Placid och 1936 i Garmisch-Partenkirchen. I båda spelen tävlade han i backhoppning och nordisk kombination. 